# Magerwiesen von Raubach
Magerwiesen von Raubach este o arie protejată (arie specială de conservare — SAC, sit de importanță comunitară — SCI) din Germania întinsă pe o suprafață de 15,99 ha, integral pe uscat.

## Localizare
Centrul sitului Magerwiesen von Raubach este situat la coordonatele 49°33′16″N 8°53′26″E / 49.5544°N 8.8906°E.

## Înființare
Situl Magerwiesen von Raubach a fost declarat sit de importanță comunitară în iunie 2000 pentru a proteja 1 specie de animale. Situl a fost protejat și ca arie specială de conservare în martie 2008.

## Biodiversitate
Situată în ecoregiunea continentală, aria protejată conține 1 habitat natural: Fânețe de joasă altitudine (Alopecurus pratensis, Sanguisorba officinalis).
La baza desemnării sitului se află o specie protejată de  mamifere: liliac comun (Myotis myotis).
Pe lângă speciile protejate, pe teritoriul sitului au mai fost identificate 1 specie de plante, 4 specii de mamifere.